# Бруно Аркарі
Бруно Аркарі (італ. Bruno Arcari; 15 вересня 1915, Казальпустерленго — 10 грудня 2004, Варезе) — італійський футболіст, що грав на позиції нападника, зокрема, за клуб «Ліворно», а також національну збірну Італії. По завершенні ігрової кар'єри — тренер.
Наймолодший із чотирьох братів, які професійно займалися футболом, включаючи П'єтро Аркарі, чемпіона світу 1934 року.

## Клубна кар'єра
Народився 15 вересня 1915 року в місті Казальпустерленго. Вихованець футбольної школи клубу «Кодоньйо». Дорослу футбольну кар'єру розпочав 1931 року в основній команді того ж клубу, в якій провів два сезони.
1933 року перейшов до вищолігового «Ліворно», з наступного року почав отримувати постійну ігрову практику у складі команди, а в сезоні 1935/36, який вона проводила вже у другому дивізіоні, був стабільним гравцем її основного складу. 1947 року допоміг «Ліворно» повернутися до Серії A, де захищав його кольори ще протягом двох сезонів.
Згодом по одному року провів у складі «Дженова 1893» і «Мілана», після чого у 1941 році став гравцем «Болоньї». Протягом 1942—1945 років грав на умовах оренди за «Брешію», «Кремонезе» і той же «Мілан».
З відновленням повноцінних загальнонаціональних футбольних змагань у повоєнній Італії продовжив виступи за «Болонью», за яку протягом 1945—1948 років провів 89 ігор в італійській першості.
Згодом продовжив кар'єру у дргуолігових «Реджяні» і «Таранто», а завершував її у «П'яченці» і «Галларатезе» як граючий тренер.

## Виступи за збірну
1937 року провів свою єдину офіційну гру у складі національної збірної Італії.

## Кар'єра тренера
1949 року став головним тренором «Реджяни», команди, за яку на той час виступав. Згодом був граючим тренером і в наступних своїх командах, «Таранто», «П'яченці» і «Галларатезе».
Завершивши виступи на футбольному полі 1954 року, зосередився на тренерській роботі, увійшовши до тренерського штабу «Мілана» як другий тренер.
У подальшому тренував низку команд другого і третього італійських дивізіонів.
1967 року очолив тренерський штаб команди «Варезе» із Серії A, яка під його керівництвом у сезоні 1967/68 здобула сьоме, найвище у своїй історії, місце в італійській першості. Проте вже наступного сезону «Варезе» втратив місце в еліті італійського футболу, а тренера за декілька турів до його завершення було звільнено.
Останнім місцем тренерської роботи був клуб «П'яченца», головним тренером команди якого Бруно Аркарі був з 1969 по 1971 рік, після чого був змушений завершити кар'єру тренера за станом здоров'я.
Помер 10 грудня 2004 року на 90-му році життя у Варезе.
| Дата     | Місто | Господарі | Результат | Гості     | Турнір           | Голи | Примітки |
| -------- | ----- | --------- | --------- | --------- | ---------------- | ---- | -------- |
| 3-3-1940 | Турин | Італія    | 1 – 1     | Швейцарія | товариський матч | -    |          |
| Усього   |       | Матчів    | 1         |           | Голів            | 0    |          |